# اينزو دي جياني
اينزو دي جياني (بالإيطالية: Enzo Di Gianni)‏ هو منتج أفلام وكاتب سيناريو وكاتب ومخرج وشاعر إيطالي، ولد في 26 يونيو 1908 في نابولي في إيطاليا، وتوفي في 3 مارس 1975 في روما في إيطاليا.

## وصلات خارجية
- اينزو دي جياني على موقع IMDb (الإنجليزية)
- اينزو دي جياني على موقع أول موفي (الإنجليزية)
- اينزو دي جياني على موقع قاعدة بيانات الأفلام السويدية (السويدية)
- اينزو دي جياني على موقع ديسكوغز (الإنجليزية)
- اينزو دي جياني على موقع قاعدة بيانات الفيلم (الإنجليزية)
- اينزو دي جياني على موقع كينوبويسك (الروسية)